# 福地礼奈
福地 礼奈（ふくち れな、1996年〈平成8年〉5月2日 - ）は、NHKの契約キャスター。女性アイドルグループAKB48の元メンバー。

## 来歴・人物
- 佐賀県佐賀市出身[注 1]。2019年からNHK福岡放送局の契約キャスターとして入局。同期に中田理奈らがいる。2024年4月にNHKさいたま放送局へ異動。
- 佐賀県立致遠館高等学校、日本大学経済学部金融公共経済学科を卒業。
- 2014年4月3日にMEGAWEB トヨタ シティショウケースで行われた ｢TOYOTA × AKB48 Team8プロジェクト発表会」において、AKB48 チーム8の佐賀県代表メンバーとしてお披露目[3][4]。2017年4月4日にAKB48劇場で行われた劇場公演でグループからの卒業を発表[5][6]。同年5月6日に卒業公演が行われ[7]、5月13日にインテックス大阪で開催された「AKB48 8thアルバム『サムネイル』劇場盤 発売記念大写真会」をもってチーム8としての活動を終了した[8]。
- 2018年3月30日に赤坂BLITZにて行われたミスコンテスト『Miss of Miss Campus Queen Contest2018』で準グランプリを受賞[9][10]。
- 2022年12月28日、NHK福岡放送局公式Twitterで結婚していたことを公表した[11][12]。
- 2024年3月29日、3年間務めた「ロクいち!福岡」を退任した。

## 嗜好・挿話
- 同番組の「わたしのジモトピ」（2023年度から気象情報前の「季節の写真」に集約）で、視聴者から頂いた猫の写真や動画を紹介を伝えた直後、猫好きの吉竹へコメントを求めることが度々ある。

## 出演番組
☆印は現在出演中
NHK福岡放送局（2019年度 - 2023年度）
- ロクいち!福岡（2021年3月29日 - 2024年3月29日） - ジモトピキャスター・気象コーナー進行[注 2]
- 実感ドドド!@福岡（2019年度途中 - 2020年度） - リポーター
- はっけんTV「わたしのはっけん」（2019年度 - 2020年度） - スタジオリポート（不定期）
- 九州沖縄○○すぎる!選手権（2021年1月29日・九州沖縄地方） - リポーター
- ＃てれふく「中年も、大志を抱け〜43歳。お笑い始めます〜」（2021年4月9日） - ナレーション
- 高専ロボコン2022 「九州沖縄地区大会」（2022年11月13日・九州沖縄地方） - リポーター

など。
NHKさいたま放送局（2024年度 - ）
- ひるどき!さいたま〜ず☆
- ひるまえほっと（中継・埼玉県担当）☆